# 多智欽仁波切
多智欽仁波切（藏語：རྡོ་གྲུབ་ཆེན་རིན་པོ་ཆེ་，威利转写：rdo grub chen rin po che，1927年—2022年1月25日），即第四世多智欽土登成利華桑波仁波切（藏語：ཐུབ་བསྟན་ཕྲིན་ལས་དཔལ་བཟང་པོ་རིན་པོ་ཆེ་，威利转写：thub stan vphrin las dpal bzang po rin po che），又稱多智欽大法王，生於中國西藏果洛區色達山谷茨村。
他是現任寧瑪巴龍欽寧體法脈的總法主。全世界的寧瑪巴傳承包含六大寺系，這六大寺系所修學的龍欽寧體傳承，都是由第四世多智欽為他們灌頂傳法；故仁波切於幼年時就有「日勇活佛．惹巴」的尊稱，是《龍欽寧提》法門主要的傳承者。

## 生平
第四世多智欽仁波切的父親叫札拉，母親叫嘎麗吉，他是家中的第二個兒子。母親在懷孕期間，夢到空中飄著吉祥彩帶、吹響著悅耳的嗩吶聲，並有穿著黃色衣服的僧人來到家中等吉兆夢境。仁波切出生時，天空出現美麗的彩虹，屋內充滿光明，屋頂長出鮮花，花朵無分冬夏地開了十二年等奇始的徵兆。
土登成利華桑仁波切四歲時，和仁增丹貝嘉參（1927－1961）一同被認證為第三世多智欽晉美丹貝尼瑪（1865－1926）的轉世化身，兩人一起被迎請回寺院坐床，多年裡一起學習和生活，一起弘法利生。他在多智欽寺舉行坐床大典，當典禮完成時，他坐在座上笑著念誦《請起蓮花生》及《金剛七句祈請文》中的偈子，令在場的所有人驚歎不已。
仁波切主要的上師是格貢堪布根桑華丹曲扎、阿傍大伏藏師和玉科夏札仁波切，夏札仁波切將《光明大圓滿》、《徹卻》與《脫嘎》全部的引介教授與口訣毫無保留的傳授給仁波切。
受到文化大革命等政治因素造成的社會動盪，土登成利華桑波仁波切選擇前往印度錫金，受錫金國王禮請擔任錫金國的國師，開啟他一生致力傳揚龍欽寧體法門的弘法事業。

## 著作
多智欽仁波切在年僅八、九歲時，就已經有佛學著述，但這些著作已於文化大革命中被消毀，下面為後期著作：
- 《長壽修持》
- 《前行總集》
- 《普巴》
- 《大圓滿法類》
- 《散文詩詞》
- 《藥師》
- 《上師瑜伽》

## 外部連結
- 法王如意寶和兩位多智欽的深厚因緣扎西曲唐官方網站